# Richard Cumberland (drammaturgo)
Richard Cumberland (Cambridge, 19 febbraio 1732 – Londra, 7 maggio 1811) è stato uno scrittore e drammaturgo inglese.
Nel 1780 gli fu dato l'incarico di svolgere alcune missioni politiche in Spagna e nel Portogallo, ma sprecò in un nonnulla le sue ricchezze e fu costretto a dedicarsi alle lettere per guadagnarsi da vivere.
Scrisse alcune opere teatrali, di genere sentimentale, tra le quali 
- I fratelli (1769)
- L'indiano occidentale (1771)
- L'innamorato alla moda (1772)

Fu autore anche della sua autobiografia Memorie della mia vita (1807), considerata dai critici poco veritiera.

## Opere
Tra le sue commedie si trovano:
- The Natural Son (1785)
- The Impostors (1789), una commedia di intrighi
- The Box Lobby Challenge (1794)
- The Jew (1794), una commedia dove il personaggio di Sheva fu interpretato dal grande attore tedesco Theodor Döring
- The Wheel of Fortune (1795), in cui John Philip Kemble ebbe un fortunatissimo ruolo nel misantropo Penruddock
- First Love (1795)
- The Last of the Family (1795)
- False Impressions (1797)
- The Sailor's Daughter (1804)
- Hint to Husbands (1806)

Altri lavori realizzati nel corso della sua vita furono:
- The Note of Hand (1774), una farsa
- le canzoni delle sue commedie musicali, The Widow of Delphi (1780)
- le sue tragedie di The Battle of Hastings (1778)
- The Carmelite (1784), un dramma romantico in versi, sullo stile di Douglas, di John Home
- il dramma (in prosa) The Mysterious Husband (1783)

Le sue opere postume (pubblicate in due volumi nel 1813) includono:
- la commedia The Walloons (1782)
- The Passive Husband (o anche A Word for Nature, 1798)
- The Eccentric Lover (1798)
- Lovers' Resolutions (1802)
- il dramma semi-storico Confession
- Don Pedro (1796)
- la tragedia Alcanor (o anche The Arab, 1785)
- Torrendal (tragedia)
- The Sibyl, or The Elder Brutus
- Tiberius in Capreae (tragedia)
- The False Demetrius (tragedia)